# Burst
|  | Denne artikel er oprettet af botten PalnaBot ud fra en ekstern database. Den kan derfor have sproglige fejl eller mangler. Denne skabelon kan fjernes efter kontrol af indholdet. |

Burst er en dokumentarfilm fra 2003 instrueret af Reynir Lyngdal.

## Handling
I et soveværelse skændes et par over et vandrør, der er sprunget læk. Teknisk er der brugt eksploderende vandbeholdere og trampoliner. Visuelle henvisninger til kampsport og tegnesierier.